# Eyrbyggja saga
Eyrbyggja saga (dt. „Saga von den Leuten auf Eyr“) ist eine Isländersaga. Sie spielt hauptsächlich an der Nordküste der Halbinsel Snæfellsnes im Westen Islands, in der frühen Zeit der Landnahme bis zum Tod des Goden Snorri goði Þorgrímsson (963–1031).

## Handlung
Die Saga berichtet zunächst über die Besiedelung der Halbinsel Snæfellsnes in Westisland gegen Ende des 9. Jahrhunderts. In der Haupthandlung, die in den Jahrzehnten vor und nach der Annahme des Christentums in Island (um 1000) spielt, geht es vor allem um Rivalitäten zwischen den mächtigsten Familien der Region, wobei der Gode Snorri, der in diesen letztlich auch der Sieger bleibt, im Verlauf der Erzählung immer mehr zur Hauptfigur wird. Weitere wichtige Figuren sind der Gode Arnkell als Hauptgegenspieler von Snorri und dessen Familie, vor allem aber sein gewalttätiger Vater Þórólfr bœgifótr – nach seinem Tod einer der gefährlichsten Wiedergänger (draugar) der Isländersagas – oder Bjǫrn Breiðvíkingakappi und dessen Liebesbeziehung mit Snorris verheirateter Halbschwester Þúríðr. Immer wieder finden sich auch Geschehnisse mit übernatürlichen Elementen wie der unheimliche Stier Glæsir oder das Sterben auf Fróðá.

## Struktur
Die Saga gilt als episodisch, da sie keinen klaren chronologischen Verlauf wie andere Familiensagas aufweist. Zwar ist Snorri der Held der Saga, jedoch ist der Text nicht um seine Biographie angeordnet, sondern widmet sich an einigen Stellen auch anderen Figuren. Teile von Snorris Leben, die aus anderen Texten gut bekannt sind, werden gar nicht erwähnt. So fällt etwa die Schilderung seiner letzten 18 Lebensjahre nur marginal aus. Inzwischen gibt es aber auch neue Deutungsansätze. Die Eyrbyggja saga wird nicht mehr nur unter dem Aspekt einer Familiengeschichte bzw. als Lebensgeschichte einer Hauptfigur gesehen, sondern eher als Bezirksgeschichte, wobei vor allem Themen wie die Landnahme und die Entwicklung einer Gemeinschaft zunehmend Beachtung finden.

## Überlieferung
Die Eyrbyggja saga ist wahrscheinlich in der Mitte des 13. Jahrhunderts auf Helgafell, dem ehemaligen Hof Snorris, entstanden. Wie die allermeisten Isländersagas ist sie anonym. Sturla Þórðarson (1214–1248) wird als möglicher Autor gehandelt, weil er ein Nachfahre Snorris war, Zugriff auf die Bibliothek von Helgafell hatte und selbst einige historiographische Werke schrieb.
Fünf Pergamenthandschriften sind auf das 14. und 15. Jahrhundert datiert. Sie werden nach Hugo Gering in drei Gruppen eingeteilt:
- A-Klasse: Hiermit ist die Sammelhandschrift Vatnshyrna gemeint. Sie war die einzige mittelalterliche Handschrift, die den gesamten Text der Saga enthielt, ging aber 1728 beim großen Brand in der Universitätsbibliothek Kopenhagen verloren. Als zuverlässige Abschriften, die noch erhalten sind, gelten jene von Ásgeir Jónsson und Árni Magnússon (448, 4°), die zwischen 1686 und 1688 entstand, sowie jene von Ketill Jörundarson (442, 4°). Ihr Name rührt von ihrem Fundort her, dem Hof Vatnshorn im Haukadal.
- B-Klasse: Die wichtigste Handschrift dieser Klasse ist die Wolfenbütteler Handschrift aus der Mitte des 14. Jahrhunderts, die auch Teile der Egils saga enthält.
- C-Klasse: Hiermit ist die Handschrift AM 445, 4° gemeint.

## Zur BezeichnungEyrbyggja Saga
Als Titel ist die heute übliche Bezeichnung nicht wirklich zutreffend. Im Mittelalter finden sich für die Saga verschiedene Namen, die meistens auf eine in das Geschehen involvierte Familie oder Person Bezug nehmen, z. B. Kjalleklinga saga, Þórsnesinga saga oder auch Bjarnar saga Breiðvíkingakappa. In den meisten Handschriften endet die Saga mit dem Satz Ok lýkr þar sǫgu Þórsnesinga, Eyrbyggja ok Álptafirðinga („Und so endet die Saga der Leute aus Þórsnes, Eyrr und dem Álptafjǫrðr“), ein Titel, der den drei Hauptgruppierungen der Saga zwar gerecht wird, sich aber wohl aufgrund seiner Länge nicht durchsetzte und später auf Eyrbyggja saga verkürzt wurde. Interessant ist dabei, dass es sich bei den Leuten von Eyrr keineswegs um jene Gruppe handelt, zu der der Gode Snorri gehört.

## Bezüge zu anderen Isländersagas
- Die Geschichte von Víga-Styrr, Snorris späterem Schwiegervater, und den beiden Berserkern Halli und Leiknir findet sich auch in der Heiðarvíga saga.
- In der Laxdœla saga ist der Gode Snorri der Ziehvater von Bolli Bollason, der später auch sein Schwiegersohn wird, und ein Freund von dessen Mutter Guðrún Ósvífursdóttir, die er mehrmals berät und deren Ehe mit seinem Verwandten Þorkell Eyjólfsson auf seine Vermittlung hin geschlossen wird.
- Um die Familie von Snorri goði geht es auch in der Gísla saga Súrssonar.
- Die Handlung um Bjǫrn Breiðvíkingakappi zeigt deutliche Parallelen zur Bjarnar saga Hítdœlakappa.

## Rezeption
Die Fróðárunda-Episode diente Robert Louis Stevenson als Inspiration für seine Erzählung The Waif Woman (1914).

## Ausgaben
- Felix Niedner (Übers.): Die Geschichte vom Goden Snorri („Eyrbyggja saga“). Diederichs Verlag, Düsseldorf 1964 (Sammlung Thule; Bd. 7).
- Klaus Böldl (Hrsg., Übers.): Die Saga von den Leuten auf Eyr („Eyrbyggja saga“). Diederichs Verlag, München 1999, ISBN 3-424-01480-X.